# Consulat général de France à Shanghai
Le consulat général de France à Shanghai est une représentation consulaire de la République française en république populaire de Chine. Il est situé à Shanghai.

## Liste des représentants de la France
| Consul général                                    | Date de nomination | Fin de nomination |
| ------------------------------------------------- | ------------------ | ----------------- |
| Charles de Montigny (en tant qu'agent consulaire) | 1848               | 1853              |
| Benoit Edan                                       | 1853               | 1857              |
| Charles de Montigny                               | 1857               | 1859              |
| Benoit Edan                                       | 1859               | 1863              |
| ...                                               | 1863               | 1895              |
| Paul Claudel                                      | 1895               | 1900              |
| ...                                               | 1900               | 1909              |
| Marie Joseph Maurice Dejean de La Batie           | 1909               | 1913              |
| Gaston Kahn                                       | 1913               | 1915              |
| Paul-Emile Naggiar (de)                           | 1915               | 1917              |
| Paul-Emile Naggiar (de)                           | 1926               | 1928              |
| Marcel Baudez                                     | 1936               | 1939              |
| Augé                                              | 1939               | 1940              |
| De Margerie                                       | 1940               | 1944              |
| Jean-Pierre Montagne                              |                    | 1998              |
| Nicolas Chapuis                                   | 1998               | 2002              |
| Jean-Marin Schuh                                  | 2002               | 2006              |
| Thierry Mathou                                    | 2006               | 2010              |
| Emmanuel Lenain                                   | 2010               | 2015              |
| Axel Cruau                                        | 2015               | 2019              |
| Benoît Guidée                                     | 2019               | 2022              |
| Joan Valadou                                      | 2022               | présent           |